# Chikkanakatti, Holalkere
Chikkanakatti là một làng thuộc tehsil Holalkere, huyện Chitradurga, bang Karnataka, Ấn Độ.